# Santa Rita de Caldas
Santa Rita de Caldas is een gemeente in de Braziliaanse deelstaat Minas Gerais. De gemeente telt 9.333 inwoners (schatting 2009).

## Aangrenzende gemeenten
De gemeente grenst aan Andradas, Caldas, Campestre, Ibitiúra de Minas, Ipuiúna en Ouro Fino.

## Verkeer en vervoer
De plaats ligt aan de wegen BR-459 en MG-455.